# Quận Walthall, Mississippi
Quận Walthall là một quận thuộc tiểu bang Mississippi, Hoa Kỳ.
Quận này được đặt tên theo tướng trong nội chiến Hoa Kỳ, thượng nghị sĩ bang Mississippi Edward C. Walthall. Theo điều tra dân số của Cục điều tra dân số Hoa Kỳ năm 2010, quận có dân số 15.443 người. Quận lỵ đóng ở Tylertown6.

## Địa lý
Theo Cục điều tra dân số Hoa Kỳ, quận có diện tích 1047 km2, trong đó có 2 km2 là diện tích mặt nước.

### Các xa lộ chính
- U.S. Highway 98
- Mississippi Highway 27
- Mississippi Highway 44
- Mississippi Highway 48

### Quận giáp ranh
- Quận Lawrence (bắc)
- Quận Marion (đông)
- Washington Parish, Louisiana (nam)
- Quận Pike (tây)
- Quận Lincoln (tây bắc)

### Thông tin nhân khẩu
Tháp tuổi dân cư quận theo kết quả điều tra dân số năm 2000.